# Cordilura pilosella
Cordilura pilosella är en tvåvingeart som först beskrevs av Daniel William Coquillett 1898.  Cordilura pilosella ingår i släktet Cordilura och familjen kolvflugor. Inga underarter finns listade i Catalogue of Life.